# Paratraea plumbipicta
Paratraea plumbipicta là một loài bướm đêm trong họ Crambidae.